# Temporada 2020 del fútbol ecuatoriano
La temporada 2020 del fútbol ecuatoriano está comprendido por todos los cotejos de las diferentes selecciones nacionales masculinas y femeninas, así como los torneos locales de clubes, y la participación de estos en las competiciones internacionales en los que participarán representantes equipos del país.
La selección nacional de mayores debía iniciar su participación en la clasificación sudamericana a la Copa Mundial de Fútbol de 2022, así como la disputa de la Copa América 2020; sin embargo, la emergencia sanitaria producto de la pandemia de enfermedad por coronavirus de 2019-20 obligó a la CONMEBOL a suspender los cotejos. Finalmente la Copa América fue cancelada para el 2020, aplazándola para el 2021. 
En este año se está desarrollando la sexagésima segunda edición de la máxima categoría del fútbol ecuatoriano (Serie A), así como se tenía prevista la segunda edición de la Copa FEF Ecuador. Debido a la pandemia del COVID-19, la Serie A fue suspendida desde marzo y se tiene previsto su reanudación en agosto, en tanto, la Copa Ecuador fue suspendida en esta temporada. 
Varios clubes representarán al Ecuador en torneos internacionales como la Copa Conmebol Libertadores y la Copa Conmebol Sudamericana. Luego de alcanzar el título de campeón de la Copa Sudamericana 2019, el club Independiente del Valle disputará la Recopa Sudamericana 2020.

## Selecciones nacionales

### Selección masculina absoluta

#### Eliminatorias mundialistas a Catar 2022
La Confederación Sudamericana de Fútbol (CONMEBOL) tiene asignado cuatro cupos directos para que sus selecciones miembros puedan disputar la Copa Mundial de Fútbol de 2022 a celebrarse en Catar; además de un quinto cupo para que dispute un repechaje contra el representante de la Confederación de Fútbol de Oceanía (OFC). El formato es similar a ediciones anteriores y consiste de un sistema de todos contra todos (sistema de liga) con partidos de ida y venida entre todas las diez selecciones miembros; al finalizar la eliminatoria, los primeros cuatro lugares recibirán los cupos directos, el quinto lugar disputará el repechaje.
El 17 de diciembre de 2019 en la ciudad de Luque, se realizó el sorteo del calendario para las eliminatorias, en dicho sorteo se determinó el orden de disputa que tendrá cada selección.

Las eliminatorias debieron iniciar el 26 de marzo, sin embargo, debido a la pandemia de enfermedad por coronavirus SARS-CoV-2 declarada por la Organización Mundial de la Salud, la CONMEBOL decidió suspender los partidos hasta nuevo aviso. El 25 de junio de 2020, la FIFA anunció que las eliminatorias sudamericanas van a comenzar en septiembre de 2020 si la situación sanitaria lo permite. Sin embargo, el 10 de julio de 2020, la FIFA anunció que se suspenden las fechas de septiembre de 2020 para dar comienzo a las eliminatorias sudamericanas en el mes de octubre de 2020. Así mismo, se analizará agregar una doble fecha en el mes de enero de 2022 con el fin de acabar las eliminatorias en marzo de 2022..

| 8 de octubre de 2020,21:30 (UTC-3) | Argentina        | 1ː0 (1:0) | Ecuador | Estadio La Bombonera, Buenos Aires                                       |                                                                          |
|                                    | Messi 13' (pen.) |           |         | Asistencia: 0 espectadores Árbitro(s): Roberto Tobar VAR: Cristian Garay | Asistencia: 0 espectadores Árbitro(s): Roberto Tobar VAR: Cristian Garay |

| 13 de octubre de 2020, 16:00 (UTC-5) | Ecuador                                      | 4ː2 (2:0) | Uruguay                         | Estadio Rodrigo Paz Delgado, Quito              |                                                 |
|                                      | Caicedo 15' · Estrada 45+4', 53' · Plata 75' |           | Suárez 83' (pen.), 90+5' (pen.) | Árbitro(s): Wilmar Roldán VAR: Alexander Ospina | Árbitro(s): Wilmar Roldán VAR: Alexander Ospina |

| 12 de noviembre de 2020, 16:00 (UTC-4) | Bolivia                | 2ː3 (1:0) | Ecuador                                       | Estadio Hernando Siles, La Paz                 |                                                |
|                                        | Arce 37' · Martins 60' |           | B. Caicedo 46' · Mena 55' · Gruezo 88' (pen.) | Árbitro(s): Wilton Sampaio VAR: Rodolpho Toski | Árbitro(s): Wilton Sampaio VAR: Rodolpho Toski |

| 17 de noviembre de 2020, 16:00 (UTC-5) | Ecuador                                                                         | 6:1 (4:1) | Colombia               | Estadio Rodrigo Paz Delgado, Quito             |                                                |
|                                        | Arboleda 7' · Mena 9' · Estrada 32' · Arreaga 39' · Plata 78' · Estupiñán 90+2' |           | Rodríguez 45+1' (pen.) | Árbitro(s): Jesús Valenzuela VAR: Andrés Cunha | Árbitro(s): Jesús Valenzuela VAR: Andrés Cunha |

| 25 de marzo de 2021 | Venezuela | vs. | Ecuador | Estadio Olímpico de la UCV, Caracas |  |

| 30 de marzo de 2021 | Ecuador | vs. | Chile | Estadio Rodrigo Paz Delgado, Quito |  |

| 3 de junio de 2021 | Brasil | vs. | Ecuador | Arena Fonte Nova, Salvador |  |

| 8 de junio de 2021 | Ecuador | vs. | Perú | Estadio Rodrigo Paz Delgado, Quito |  |

| 2 de septiembre de 2021 | Ecuador | vs. | Paraguay | Estadio Rodrigo Paz Delgado, Quito |  |

| 7 de septiembre de 2021 | Uruguay | vs. | Ecuador | Estadio Centenario, Montevideo |  |

| 7 de octubre de 2021 | Ecuador | vs. | Bolivia | Estadio Rodrigo Paz Delgado, Quito |  |

| 12 de octubre de 2021 | Colombia | vs. | Ecuador | Estadio Metropolitano, Barranquilla |  |

| 11 de noviembre de 2021 | Ecuador | vs. | Venezuela | Estadio Rodrigo Paz Delgado, Quito |  |

| 16 de noviembre de 2021 | Chile | vs. | Ecuador |  |  |

| 27 de enero de 2022 | Ecuador | vs. | Brasil | Estadio Rodrigo Paz Delgado, Quito |  |

| 1 de febrero de 2022 | Perú | vs. | Ecuador | Estadio Nacional, Lima |  |

| 24 de febrero de 2022 | Paraguay | vs. | Ecuador | Estadio Defensores del Chaco, Asunción |  |

| 29 de marzo de 2022 | Ecuador | vs. | Argentina | Estadio Rodrigo Paz Delgado, Quito |  |

### Selección masculina sub-23

#### Torneo Preolímpico Sudamericano

##### Grupo A
| Equipo    | Pts | PJ | PG | PE | PP | GF | GC | Dif |
| --------- | --- | -- | -- | -- | -- | -- | -- | --- |
| Argentina | 9   | 3  | 3  | 0  | 0  | 5  | 1  | 4   |
| Colombia  | 6   | 3  | 2  | 0  | 1  | 7  | 3  | 4   |
| Chile     | 6   | 3  | 2  | 0  | 1  | 4  | 2  | 2   |
| Venezuela | 3   | 3  | 1  | 0  | 2  | 2  | 3  | -1  |
| Ecuador   | 0   | 4  | 0  | 0  | 4  | 0  | 9  | -9  |

| 18 de enero de 2020, 18:00 | Ecuador | 0—3     | Chile                                        | Est. Hernán Ramírez V., Pereira                        |                                                        |
|                            |         | Reporte | Porozo 59' (a.g.) · Moya 76' · Morales 90+4' | Asistencia: 21 660 espectadores Árbitro(s): Ivo Méndez | Asistencia: 21 660 espectadores Árbitro(s): Ivo Méndez |

| 21 de enero de 2020, 20:30 | Colombia                                                  | 4—0     | Ecuador | Estadio Centenario, Armenia                             |                                                         |
|                            | Benedetti 15' · Carrascal 26' · Cetré 32' · Carbonero 87' | Reporte |         | Asistencia: 21 900 espectadores Árbitro(s): Eber Aquino | Asistencia: 21 900 espectadores Árbitro(s): Eber Aquino |

| 24 de enero de 2020, 18:00 | Venezuela   | 1—0     | Ecuador | Est. Hernán Ramírez V., Pereira                          |                                                          |
|                            | Soteldo 25' | Reporte |         | Asistencia: 7282 espectadores Árbitro(s): Andrés Matonte | Asistencia: 7282 espectadores Árbitro(s): Andrés Matonte |

| 27 de enero de 2020, 18:00 | Argentina        | 1—0     | Ecuador | Est. Hernán Ramírez V., Pereira                            |                                                            |
|                            | Mac Allister 12' | Reporte |         | Asistencia: 18 054 espectadores Árbitro(s): Rodolpho Toski | Asistencia: 18 054 espectadores Árbitro(s): Rodolpho Toski |

### Selección femenina sub-20

#### Campeonato Sudamericano Femenino Sub-20

##### Primera fase / Grupo A
| Equipo    | Pts. | PJ | PG | PE | PP | GF | GC | Dif. |
| --------- | ---- | -- | -- | -- | -- | -- | -- | ---- |
| Venezuela | 10   | 4  | 3  | 1  | 0  | 14 | 1  | 13   |
| Colombia  | 7    | 4  | 2  | 1  | 1  | 13 | 2  | 11   |
| Argentina | 6    | 4  | 1  | 3  | 0  | 2  | 1  | 1    |
| Ecuador   | 3    | 4  | 1  | 0  | 3  | 2  | 12 | –10  |
| Bolivia   | 1    | 4  | 0  | 1  | 3  | 1  | 16 | –15  |

| 4 de marzo de 2020, 21:15 | Argentina | 1:0 (0:0) | Ecuador | San Juan del Bicent., San Juan |                         |
|                           | Braun 59' | Reporte   |         | Árbitra: Zulma Quiñonez        | Árbitra: Zulma Quiñonez |

| 8 de marzo de 2020, 21:15 | Bolivia | 0:2 (0:0) | Ecuador                  | San Juan del Bicent., San Juan |                            |
|                           |         | Reporte   | Arreaga 80' · Jácome 85' | Árbitra: Elizabeth Tintaya     | Árbitra: Elizabeth Tintaya |

| 11 de marzo de 2020, 19:00 | Ecuador | 0:4 (0:3) | Colombia                           | San Juan del Bicent., San Juan |                         |
|                            |         | Reporte   | Robledo 10', 18', 76' · Guerra 15' | Árbitro(s): Edina Alves        | Árbitro(s): Edina Alves |

| 13 de marzo de 2020, 19:00 | Venezuela                                                              | 7:0 (2:0) | Ecuador | San Juan del Bicent., San Juan |                               |
|                            | Higuera 38', 50', 86' · Argüelles 47' · Olivieri 57', 89' · Moreno 58' | Reporte   |         | Árbitra: María Belén Carvajal  | Árbitra: María Belén Carvajal |

## Torneos masculinos de la Conmebol

### Conmebol Recopa Sudamericana
La edición 2020 de la Recopa Sudamericana tuvo un club ecuatoriano como participante: el campeón de la Copa Sudamericana 2019, Independiente del Valle. El club sangolquileño se enfrentó al campeón de la Copa Libertadores 2019, el brasileño Flamengo, en dos partidos disputados en Quito y Río de Janeiro. Por marcador global, el club brasileño se proclamó campeón, luego de empatar a 2 en el juego de ida y golear 3 a 0 en el juego de vuelta,
| 19 de febrero de 2020, 20:30 (UTC-5) | Independiente del Valle       | 2:2 (1:0) | Flamengo                       | Estadio Olímpico Atahualpa, Quito                           |                                                             |
|                                      | Murillo 20' · Pellerano 90+1' | Reporte   | Bruno Henrique 65' · Pedro 85' | Asistencia: 15 031 espectadores Árbitro(s): Leodán González | Asistencia: 15 031 espectadores Árbitro(s): Leodán González |

| 26 de febrero de 2020, 21:30 (UTC-3) | Flamengo                              | 3:0 (1:0) | Independiente del Valle | Estadio de Maracaná, Río de Janeiro                            |                                                                |
|                                      | Gabriel Barbosa 19' · Gerson 62', 89' | Reporte   |                         | Asistencia: 69 986 espectadores Árbitro(s): Fernando Rapallini | Asistencia: 69 986 espectadores Árbitro(s): Fernando Rapallini |

### Copa Conmebol Libertadores
La edición 2020 de la Copa Libertadores de América tuvo como participantes a cinco clubes ecuatorianos: el campeón de la LigaPro 2019, Delfín Sporting Club (cupo ECUADOR 2); el subcampeón del mismo torneo, Liga Deportiva Universitaria de Quito (cupo ECUADOR 3); los dos mejores clasificados de la tabla general del torneo nacional: Club Social y Deportivo Macará (cupo ECUADOR 4) y Barcelona Sporting Club (cupo ECUADOR 5). De manera adicional, en la edición 2019 de la Copa Sudamericana resultó campeón otro club ecuatoriano, por lo cual se le cedió el primer cupo al Independiente del Valle (cupo ECUADOR 1) y expandiendo a 5 los cupos para los representantes ecuatorianos.
En las fases clasificatorias (también denominadas como rondas previas) participaron los clubes con el cuarto y quinto cupo ecuatoriano: el ambateño Macará y el guayaquileño Barcelona. El cuadro de Barcelona tuvo que iniciar desde la primera fase enfrentándose a Club Atlético Progreso de Uruguay, a quien derrotó en el partido de ida con un 0-2, y en el partido de vuelta con un 3-1, clasificando con marcador global de 5 a 1. En la segunda fase, Macará disputó su llave ante el Deportes Tolima de Colombia, el cual derrotó a los ambateños con marcador 1-0 en el partido de ida, y 0-1 en el partido de vuelta, siendo Macará eliminado con un marcador global de 0 a 2; por otra parte, Barcelona disputó su llave ante el Club Sporting Cristal de Perú, obteniendo los guayaquileños un resultado ampliamente favorable de 4-0 en el partido de ida, y una derrota leve de 2-1 en el partido de vuelta, clasificando Barcelona a la tercera fase con un marcador global favorable de 5 a 2. En la tercera y última fase clasificatoria Barcelona disputó su llave ante el Club Cerro Porteño de Paraguay, venciendo en el partido de ida con un 1-0, mientras que en el partido de vuelta los guayaquileños vencieron con un 0-4 a los paraguayos, con lo cual Barcelona ganó con un marcador global de 5 a 0 y clasificó a la fase de grupos.
En la fase de grupos el Independiente del Valle y Barcelona formaron parte del grupo A, la Liga de Quito fue asignado al grupo D; mientras que el Delfín disputó el grupo G.

#### Primera fase clasificatoria
Llave E3:  Barcelona -  Progreso
| Copa Libertadores Primera fase clasificatoria Partido de ida; 22 de enero de 2020 | Progreso | 0 – 2   | Barcelona                         | Estadio Alfredo Víctor Viera, Montevideo |                            |
| 21:30 (UTC-3)                                                                     |          | Reporte | F. Martínez 22' · L. Martínez 48' | Árbitro(s): Eduardo Gamboa               | Árbitro(s): Eduardo Gamboa |

| Copa Libertadores Primera fase clasificatoria Partido de vuelta; 29 de enero de 2020 | Barcelona                                | 3 – 1 (Global 5 – 1) | Progreso  | Estadio Monumental, Guayaquil |                               |
| 19:30 (UTC-5)                                                                        | Díaz 13' · F. Martínez 57' · Velasco 73' | Reporte              | Rosso 56' | Árbitro(s): Arnaldo Samaniego | Árbitro(s): Arnaldo Samaniego |
| Barcelona vence 5-1 en el marcador global y clasifica a segunda fase clasificatoria. |                                          |                      |           |                               |                               |

#### Segunda fase clasificatoria
Llave C4:  Deportes Tolima -  Macará
| Copa Libertadores Segunda fase clasificatoria Partido de ida; 4 de febrero de 2020 | Macará | 0 – 1   | Deportes Tolima | Estadio Bellavista, Ambato   |                              |
| 19:30 (UTC-5)                                                                      |        | Reporte | Campaz 76'      | Árbitro(s): Michael Espinoza | Árbitro(s): Michael Espinoza |

| Copa Libertadores Segunda fase clasificatoria Partido de vuelta; 11 de febrero de 2020 | Deportes Tolima | 1 – 0 (Global 2 – 0) | Macará | Estadio Manuel Murillo Toro, Ibagué |                          |
| 19:30 (UTC-5)                                                                          | Campaz 42'      | Reporte              |        | Árbitro(s): Juan Benítez            | Árbitro(s): Juan Benítez |
| Macará fue derrotado 0-2 en el marcador global y fue eliminado del torneo.             |                 |                      |        |                                     |                          |

Llave C8:  Sporting Cristal -  Barcelona
| Copa Libertadores Segunda fase clasificatoria Partido de ida; 6 de febrero de 2020 | Barcelona                                        | 4 – 0   | Sporting Cristal | Estadio Monumental, Guayaquil |                            |
| 19:30 (UTC-5)                                                                      | Martínez 7' 50' · Marques 13' · Álvez 82' (pen.) | Reporte |                  | Árbitro(s): Cristián Garay    | Árbitro(s): Cristián Garay |

| Copa Libertadores Segunda fase clasificatoria Partido de vuelta; 13 de febrero de 2020 | Sporting Cristal                     | 2 – 1 (Global 2 – 5) | Barcelona    | Estadio Nacional, Lima     |                            |
| 19:30 (UTC-5)                                                                          | Sandoval 80' · Olivares 90+3' (pen.) | Reporte              | Martínez 68' | Árbitro(s): Wilton Sampaio | Árbitro(s): Wilton Sampaio |
| Barcelona venció 5-2 en el marcador global y avanzó a la tercera fase clasificatoria.  |                                      |                      |              |                            |                            |

#### Tercera fase clasificatoria
Llave G1:  Cerro Porteño -  Barcelona
| Copa Libertadores Tercera fase clasificatoria Partido de ida; 19 de febrero de 2020 | Barcelona    | 1 – 0   | Cerro Porteño | Estadio Monumental, Guayaquil |                            |
| 19:30 (UTC-5)                                                                       | Martínez 25' | Reporte |               | Árbitro(s): Gustavo Tejera    | Árbitro(s): Gustavo Tejera |

| Copa Libertadores Tercera fase clasificatoria Partido de vuelta; 26 de febrero de 2020 | Cerro Porteño | 0 – 4 (Global 0 – 5) | Barcelona                                        | Estadio General Pablo Rojas, Asunción |                              |
| 19:15 (UTC-3)                                                                          |               |                      | L. Martínez 34' · F. Martínez 66' 82' · Díaz 73' | Árbitro(s): Anderson Daronco          | Árbitro(s): Anderson Daronco |
| Barcelona venció 5-0 en el marcador global y clasificó a la fase de grupos.            |               |                      |                                                  |                                       |                              |

#### Fase de grupos

##### Grupo A
| Equipo                  | Pts. | PJ | PG | PE | PP | GF | GC | DG |
| ----------------------- | ---- | -- | -- | -- | -- | -- | -- | -- |
| Flamengo                | 15   | 6  | 5  | 0  | 1  | 14 | 8  | 6  |
| Independiente del Valle | 12   | 6  | 4  | 0  | 2  | 14 | 8  | 6  |
| Junior                  | 6    | 6  | 2  | 0  | 4  | 8  | 12 | –4 |
| Barcelona               | 3    | 6  | 1  | 0  | 5  | 4  | 12 | –8 |

|  | Clasificados a los octavos de final.                        |
|  | Clasificado a la segunda fase de la Copa Sudamericana 2020. |

| 4 de marzo de 2020, 17:15 (UTC-5) | Barcelona | 0:3 (0:0) | Independiente del Valle                         | Estadio Monumental, Guayaquil |                           |
|                                   |           | Reporte   | Torres 55' · Ortiz 87' · Pellerano 90+5' (pen.) | Árbitro(s): Roberto Tobar     | Árbitro(s): Roberto Tobar |

| 11 de marzo de 2020, 21:30 (UTC-3) | Flamengo                                                       | 3:0 (2:0) | Barcelona | Estadio Maracaná, Río de Janeiro |                           |
|                                    | Gustavo Henrique 39' · Gabriel 45' (pen.) · Bruno Henrique 53' | Reporte   |           | Árbitro(s): Facundo Tello        | Árbitro(s): Facundo Tello |

| 11 de marzo de 2020, 19:30 (UTC-5) | Independiente del Valle                         | 3:0 (0:0) | Junior | Estadio Olímpico Atahualpa, Quito |                        |
|                                    | Guerrero 60' · M. Caicedo 84' · Faravelli 90+4' | Reporte   |        | Árbitro(s): Diego Haro            | Árbitro(s): Diego Haro |

| 17 de septiembre de 2020, 21:00 (UTC-5) | Barcelona  | 1:2 (1:1) | Junior               | Estadio Monumental, Guayaquil |                          |
|                                         | Colmán 28' | Reporte   | Viera 7' · Borja 70' | Árbitro(s): Kevin Ortega      | Árbitro(s): Kevin Ortega |

| 17 de septiembre de 2020, 19:00 (UTC-5) | Independiente del Valle                                                     | 5:0 (1:0) | Flamengo | Estadio Rodrigo Paz Delgado, Quito |                           |
|                                         | M. Caicedo 40' · Preciado 49' · Torres 58' · Sánchez 81' · B. Caicedo 90+2' | Reporte   |          | Árbitro(s): Wilmar Roldán          | Árbitro(s): Wilmar Roldán |

| 22 de septiembre de 2020, 17:15 (UTC-5) | Barcelona       | 1:2 (0:2) | Flamengo                     | Estadio Monumental, Guayaquil |                        |
|                                         | L. Martínez 48' | Reporte   | Pedro 6' · De Arrascaeta 26' | Árbitro(s): Diego Haro        | Árbitro(s): Diego Haro |

| 22 de septiembre de 2020, 19:30 (UTC-5) | Junior                                | 4:1 (1:1) | Independiente del Valle | Estadio Metropolitano, Barranquilla |                         |
|                                         | Valencia 44' 55' 78' · Hinestroza 85' | Reporte   | Torres 20'              | Árbitro(s): José Argote             | Árbitro(s): José Argote |

| 30 de septiembre de 2020, 19:30 (UTC-5) | Junior | 0:2 (0:1) | Barcelona                | Estadio Metropolitano, Barranquilla |                            |
|                                         |        | Reporte   | Castillo 45' · Álvez 46' | Árbitro(s): Alexis Herrera          | Árbitro(s): Alexis Herrera |

| 30 de septiembre de 2020, 21:30 (UTC-3) | Flamengo                                         | 4:0 (2:0) | Independiente del Valle | Estadio Maracaná, Río de Janeiro                          |                                                           |
|                                         | Lincoln 26' · Pedro 30' · Bruno Henrique 51' 72' | Reporte   |                         | Asistencia: 0 espectadores Árbitro(s): Fernando Rapallini | Asistencia: 0 espectadores Árbitro(s): Fernando Rapallini |

| 21 de octubre de 2020, 19:30 (UTC-5) | Independiente del Valle | 2:0 (1:0) | Barcelona | Estadio Olímpico Atahualpa, Quito |                         |
|                                      | Ortiz 24' · Torres 60'  | Reporte   |           | Árbitro(s): Luis Quiroz           | Árbitro(s): Luis Quiroz |

##### Grupo D
| Equipo        | Pts. | PJ | PG | PE | PP | GF | GC | DG  |
| ------------- | ---- | -- | -- | -- | -- | -- | -- | --- |
| River Plate   | 13   | 6  | 4  | 1  | 1  | 21 | 6  | 15  |
| Liga de Quito | 12   | 6  | 4  | 0  | 2  | 12 | 8  | 4   |
| São Paulo     | 7    | 6  | 2  | 1  | 3  | 14 | 11 | 3   |
| Binacional    | 3    | 6  | 1  | 0  | 5  | 3  | 25 | –22 |

|  | Clasificados a los octavos de final.                        |
|  | Clasificado a la segunda fase de la Copa Sudamericana 2020. |

| 4 de marzo de 2020, 19:30 (UTC-5) | Liga de Quito                                  | 3:0 (2:0) | River Plate | Estadio Rodrigo Paz Delgado, Quito                       |                                                          |
|                                   | Guerra 15' · Martínez 36' · Sornoza 76' (pen.) | Reporte   |             | Asistencia: 22 276 espectadores Árbitro(s): Andrés Rojas | Asistencia: 22 276 espectadores Árbitro(s): Andrés Rojas |

| 11 de marzo de 2020, 21:30 (UTC-3) | São Paulo                                             | 3:0 (2:0) | Liga de Quito | Estadio Morumbi, São Paulo   |                              |
|                                    | Reinaldo 14' (pen.) · Dani Alves 15' · Igor Gomes 61' | Reporte   |               | Árbitro(s): Esteban Ostojich | Árbitro(s): Esteban Ostojich |

| 15 de septiembre de 2020, 19:30 (UTC-5) | Binacional | 0:1 (0:1) | Liga de Quito | Estadio Nacional, Lima                            |                                                   |
|                                         |            | Reporte   | Zunino 30'    | Asistencia: 0 espectadores Árbitro(s): Ivo Méndez | Asistencia: 0 espectadores Árbitro(s): Ivo Méndez |

| 7 de abril de 2020, 19:30 (UTC-5) | Liga de Quito                          | 4:2 (3:0) | São Paulo                 | Estadio Rodrigo Paz Delgado, Quito                   |                                                      |
|                                   | Martínez 21' · Julio 36' · B. Arce 76' | Reporte   | Brenner 60' · Tréllez 82' | Asistencia: 0 espectadores Árbitro(s): Wilmar Roldán | Asistencia: 0 espectadores Árbitro(s): Wilmar Roldán |

| 22 de septiembre de 2020, 19:30 (UTC-5) | Liga de Quito                                         | 4:0 (2:0) | Binacional | Estadio Rodrigo Paz Delgado, Quito |                         |
|                                         | Otoya 2' (a.g.) · Mancilla 14' (a.g.) · Muñoz 58' 81' | Reporte   |            | Árbitro(s): Jhon Ospina            | Árbitro(s): Jhon Ospina |

| 20 de octubre de 2020, 21:30 (UTC-3) | River Plate                             | 3:0 (0:0) | Liga de Quito | Estadio Libertadores de América, Avellaneda |                           |
|                                      | Borré 53' · Álvarez 60' · Carrascal 89' | Reporte   |               | Árbitro(s): Roberto Tobar                   | Árbitro(s): Roberto Tobar |

##### Grupo G
| Equipo             | Pts. | PJ | PG | PE | PP | GF | GC | DG |
| ------------------ | ---- | -- | -- | -- | -- | -- | -- | -- |
| Santos             | 16   | 6  | 5  | 1  | 0  | 10 | 5  | 5  |
| Delfín             | 7    | 6  | 2  | 1  | 3  | 6  | 7  | –1 |
| Defensa y Justicia | 6    | 6  | 2  | 0  | 4  | 8  | 10 | –2 |
| Olimpia            | 5    | 6  | 1  | 2  | 3  | 6  | 8  | –2 |

|  | Clasificados a los octavos de final.                        |
|  | Clasificado a la segunda fase de la Copa Sudamericana 2020. |

| 4 de marzo de 2020, 19:30 (UTC-5) | Delfín     | 1:1 (0:1) | Olimpia         | Estadio Jocay, Manta        |                             |
|                                   | Alaníz 69' | Reporte   | Cangá 5' (a.g.) | Árbitro(s): Leodán González | Árbitro(s): Leodán González |

| 10 de marzo de 2020, 19:15 (UTC-3) | Santos        | 1:0 (1:0) | Delfín | Estadio Vila Belmiro, Santos |                          |
|                                    | Veríssimo 30' | Reporte   |        | Árbitro(s): Kevin Ortega     | Árbitro(s): Kevin Ortega |

| 17 de septiembre de 2020, 19:00 (UTC-3) | Defensa y Justicia                       | 3:0 (0:0) | Delfín | Estadio Norberto Tomaghello, Florencio Varela |                           |
|                                         | Romero 52' · Hachen 55' · Leguizamón 79' | Reporte   |        | Árbitro(s): Roberto Tobar                     | Árbitro(s): Roberto Tobar |

| 24 de septiembre de 2020, 21:00 (UTC-5) | Delfín    | 1:2 (0:1) | Santos                 | Estadio Jocay, Manta     |                          |
|                                         | Rojas 74' | Reporte   | Marinho 18' · Mota 82' | Árbitro(s): Kevin Ortega | Árbitro(s): Kevin Ortega |

| 1 de octubre de 2020, 21:00 (UTC-5) | Delfín                                 | 3:0 (1:0) | Defensa y Justicia | Estadio Jocay, Manta   |                        |
|                                     | Corozo 12' · Valencia 72' · Garcés 75' | Reporte   |                    | Árbitro(s): Diego Haro | Árbitro(s): Diego Haro |

| 20 de octubre de 2020, 19:15 (UTC-3) | Olimpia | 0:1 (0:0) | Delfín  | Estadio Manuel Ferreira, Asunción |                            |
|                                      |         | Reporte   | Ale 81' | Árbitro(s): Gustavo Tejera        | Árbitro(s): Gustavo Tejera |

#### Octavos de final
Llave 2:  Nacional -  Independiente del Valle
| 25 de noviembre de 2020, 17:15 (UTC-5) | Independiente del Valle | 0:0     | Nacional | Estadio Rodrigo Paz Delgado, Quito                                     |                                                                        |
|                                        |                         | Reporte |          | Asistencia: 0 espectadores Árbitro(s): Raphael Claus VAR: Rafael Traci | Asistencia: 0 espectadores Árbitro(s): Raphael Claus VAR: Rafael Traci |

| 2 de diciembre de 2020, 19:15 (UTC-3) | Nacional                                            | 0:0 (4:2 p.)               | Independiente del Valle             | Estadio Gran Parque Central, Montevideo                               |                                                                       |
|                                       |                                                     | Reporte                    |                                     | Asistencia: 0 espectadores Árbitro(s): Juan Benítez VAR: Derlis López | Asistencia: 0 espectadores Árbitro(s): Juan Benítez VAR: Derlis López |
|                                       |                                                     | Tiros desde el punto penal |                                     |                                                                       |                                                                       |
|                                       | Bergessio · Castro · Yacob · Carballo · E. Martínez |                            | Pellerano · Mera · Torres · Schunke |                                                                       |                                                                       |

Llave 3:  Palmeiras -  Delfín
| 25 de noviembre de 2020, 17:15 (UTC-5) | Delfín             | 1:3 (0:2) | Palmeiras                                    | Estadio Jocay, Manta                                                         |                                                                              |
|                                        | Ramires 69' (a.g.) | Reporte   | Menino 18' · Rony 36' (pen.) · Zé Rafael 60' | Asistencia: 0 espectadores Árbitro(s): Leodán González VAR: Esteban Ostojich | Asistencia: 0 espectadores Árbitro(s): Leodán González VAR: Esteban Ostojich |

| 2 de diciembre de 2020, 19:15 (UTC-3) | Palmeiras                                                         | 5:0 (1:0) | Delfín | Allianz Parque, São Paulo                                                 |                                                                           |
|                                       | Patrick 29' · Gabriel Veron 49', 60' · Willian 52' · Danilo 90+4' | Reporte   |        | Asistencia: 0 espectadores Árbitro(s): Darío Herrera VAR: Leodán González | Asistencia: 0 espectadores Árbitro(s): Darío Herrera VAR: Leodán González |

Llave 8:  Santos -  Liga de Quito
| 24 de noviembre de 2020, 17:15 (UTC-5) | Liga de Quito | 1:2 (1:1) | Santos                          | Estadio Rodrigo Paz Delgado, Quito                                            |                                                                               |
|                                        | Julio 45+2'   | Reporte   | Soteldo 7' · Marinho 57' (pen.) | Asistencia: 0 espectadores Árbitro(s): Fernando Rapallini VAR: Mauro Vigliano | Asistencia: 0 espectadores Árbitro(s): Fernando Rapallini VAR: Mauro Vigliano |

| 1 de diciembre de 2020, 19:15 (UTC-3) | Santos | 0:1 (0:0) | Liga de Quito | Estadio Vila Belmiro, Santos                                             |                                                                          |
|                                       |        | Reporte   | Zunino 66'    | Asistencia: 0 espectadores Árbitro(s): Néstor Pitana VAR: Mauro Vigliano | Asistencia: 0 espectadores Árbitro(s): Néstor Pitana VAR: Mauro Vigliano |

### Copa Conmebol Sudamericana
La edición 2020 de la Copa Sudamericana contó con cuatro clubes representantes ecuatorianos. Los cuatro cupos otorgados a Ecuador fueron designados de acuerdo a los resultados finales de la tabla general de la LigaPro 2019, de este modo: al tercer lugar, Universidad Católica, el cupo ECUADOR 1; al séptimo lugar, Sociedad Deportiva Aucas, el cupo ECUADOR 2; al octavo lugar, Club Sport Emelec, el cupo ECUADOR 3; y , al noveno lugar, Club Deportivo El Nacional, el cupo ECUADOR 4.

#### Primera fase
Llave 3:  Emelec -  Blooming
| Copa Sudamericana Primera fase Partido de ida; 6 de febrero de 2020 | Blooming | 0 – 3   | Emelec                         | Estadio Ramón Aguilera, Santa Cruz |                           |
| 18:15 (UTC-4)                                                       |          | Reporte | Barceló 28' 90+4' · Arroyo 87' | Árbitro(s): Darío Herrera          | Árbitro(s): Darío Herrera |

| Copa Sudamericana Primera fase Partido de vuelta; 20 de febrero de 2020 | Emelec                     | 2 – 0 (Global 5 – 0) | Blooming | Estadio George Capwell, Guayaquil |                         |
| 17:15 (UTC-5)                                                           | Cevallos 27' · Burbano 57' | Reporte              |          | Árbitro(s): Jhon Ospina           | Árbitro(s): Jhon Ospina |
| Emelec venció 5-0 en el marcador global y avanzó a la segunda fase.     |                            |                      |          |                                   |                         |

Llave 9:  El Nacional -  Fénix
| Copa Sudamericana Primera fase Partido de ida; 5 de febrero de 2020 | Fénix      | 1 – 0   | El Nacional | Estadio Alfredo Víctor Viera, Montevideo |                         |
| 19:15 (UTC-3)                                                       | Pallas 81' | Reporte |             | Árbitro(s): Bruno Arleu                  | Árbitro(s): Bruno Arleu |

| Copa Sudamericana Primera fase Partido de vuelta; 20 de febrero de 2020       | El Nacional                 | 2 – 2 (Global 2 – 3) | Fénix                    | Estadio Olímpico Atahualpa, Quito |                              |
| 19:30 (UTC-5)                                                                 | Matamoros 59' · Mejía 90+4' | Reporte              | Franco 21' · Machado 81' | Árbitro(s): Nicolás Lamolina      | Árbitro(s): Nicolás Lamolina |
| El Nacional fue vencido 2-3 en el marcador global y fue eliminado del torneo. |                             |                      |                          |                                   |                              |

Llave 13:  Aucas -  Vélez Sarsfield
| Copa Sudamericana Primera fase Partido de ida; 4 de febrero de 2020 | Vélez Sarsfield | 1 – 0   | Aucas | Estadio José Amalfitani, Buenos Aires |                         |
| 21:30 (UTC-3)                                                       | Centurión 76'   | Reporte |       | Árbitro(s): Gery Vargas               | Árbitro(s): Gery Vargas |

| Copa Sudamericana Primera fase Partido de vuelta; 18 de febrero de 2020                                                              | Aucas                       | 2 – 1 (Global 2[v.] – 2) | Vélez Sarsfield     | Estadio Gonzalo Pozo Ripalda, Quito |                            |
| 19:30 (UTC-5) | Alvarado 49' · Espinoza 66' | Reporte                  | Almada 90+6' (pen.) | Árbitro(s): Rodolpho Toski          | Árbitro(s): Rodolpho Toski |
| Aucas empató 2-2 en el marcador global, pero Vélez Sarsfield ganó por la regla del gol de visitante; Aucas fue eliminado del torneo. |                             |                          |                     |                                     |                            |

Llave 15:  Universidad Católica -  Lanús
| Copa Sudamericana Primera fase Partido de ida; 12 de febrero de 2020 | Lanús                       | 3 – 0   | Universidad Católica | Estadio Ciudad de Lanús, Lanús |                         |
| 19:15 (UTC-3)                                                        | Acosta 53' · Orsini 75' 80' | Reporte |                      | Árbitro(s): Eber Aquino        | Árbitro(s): Eber Aquino |

| Copa Sudamericana Primera fase Partido de vuelta; 26 de febrero de 2020           | Universidad Católica         | 2 – 0 (Global 2 – 3) | Lanús | Estadio Gonzalo Pozo Ripalda, Quito |                         |
| 19:30 (UTC-5)                                                                     | Chalá 39' · Tévez 50' (pen.) | Reporte              |       | Árbitro(s): Gery Vargas             | Árbitro(s): Gery Vargas |
| Universidad Católica perdió 2-3 en el marcador global y fue eliminado del torneo. |                              |                      |       |                                     |                         |

#### Segunda fase
Llave 2:  Emelec -  Unión
| Copa Sudamericana Segunda fase Partido de ida; 29 de octubre de 2020 | Unión | 0 – 1   | Emelec      | Estadio 15 de Abril, Santa Fe |                          |
| 19:15 (UTC-3)                                                        |       | Reporte | Barceló 43' | Árbitro(s): Andrés Cunha      | Árbitro(s): Andrés Cunha |

| Copa Sudamericana Segunda fase Partido de vuelta; 5 de noviembre de 2020                                                     | Emelec      | 1 – 2 (Global 2 – 2) | Unión                            | Estadio George Capwell, Guayaquil |                         |
| 17:15 (UTC-5) | Barceló 62' | Reporte              | Cabrera 21' · Márquez 76' (pen.) | Árbitro(s): Jhon Ospina           | Árbitro(s): Jhon Ospina |
| Emelec empató 2-2 en el marcador global, pero Unión ganó por la regla del gol de visitante; Emelec fue eliminado del torneo. |             |                      |                                  |                                   |                         |

### Copa Conmebol Libertadores Sub-20

#### Grupo C
| Equipo                                  | Pts. | PJ | PG | PE | PP | GF | GC | Dif. |
| --------------------------------------- | ---- | -- | -- | -- | -- | -- | -- | ---- |
| Independiente del Valle                 | 9    | 3  | 3  | 0  | 0  | 8  | 1  | +7   |
| Libertad (clasifica como mejor segundo) | 6    | 3  | 2  | 0  | 1  | 11 | 3  | +8   |
| Colo-Colo                               | 3    | 3  | 1  | 0  | 2  | 3  | 2  | +1   |
| Jorge Wilstermann                       | 0    | 3  | 0  | 0  | 3  | 1  | 17 | –16  |

| Copa Libertadores Fase de grupos (Grupo C) Fecha 1; 17 de febrero de 2020 | Independiente del Valle | 2 – 1   | Libertad   | Estadio Arsenio Erico, Asunción |                                |
| 18:00                                                                     | García 22' · Ortíz 54'  | Reporte | Aquino 82' | Árbitro(s): Christian Ferreyra  | Árbitro(s): Christian Ferreyra |

| Copa Libertadores Fase de grupos (Grupo C) Fecha 2; 20 de febrero de 2020 | Independiente del Valle | 1 – 0   | Colo-Colo | Estadio General Adrián Jara, Luque |                           |
| 18:00                                                                     | Valencia 72'            | Reporte |           | Árbitro(s): Andrés Merlos          | Árbitro(s): Andrés Merlos |

| Copa Libertadores Fase de grupos (Grupo C) Fecha 3; 23 de febrero de 2020 | Jorge Wilstermann | 0 – 5   | Independiente del Valle                                         | Estadio Arsenio Erico, Asunción |                                |
| 18:00                                                                     |                   | Reporte | Acosta 20' · Mejía 43' · Leiton 61' · Angulo 77' · Valencia 79' | Árbitro(s): Orlando Bracamonte  | Árbitro(s): Orlando Bracamonte |

#### Semifinales
| Copa Libertadores Semifinal; 27 de febrero de 2020                                                             | Flamengo                                                  | 1 – 1 (4:5 p.)             | Independiente del Valle                     | Estadio Arsenio Erico, Asunción |                             |
| 18:00 | Guilherme Bala 72'                                        | Reporte                    | Caicedo 90'                                 | Árbitro(s): Felipe González     | Árbitro(s): Felipe González |
| |                                                           | Tiros desde el punto penal |                                             |                                 |                             |
| | Wendel · Yuri César · Natan · Matheus França · João Gomes |                            | Caicedo · Hincapié · Acosta · Mejía · Ortíz |                                 |                             |
| Independiente del Valle empató 1-1 con Flamengo pero se impuso 5-4 en la tanda de penales y avanzó a la final. |                                                           |                            |                                             |                                 |                             |

#### Final
| Copa Libertadores Final; 1 de marzo de 2020, 20:15                                                                   | Independiente del Valle  | 2 – 1   | River Plate        | Estadio General Adrián Jara, Luque |                                |
| | Bravo 45+2' · Leiton 71' | Reporte | Benítez 63' (pen.) | Árbitro(s): Christian Ferreyra     | Árbitro(s): Christian Ferreyra |
| Independiente del Valle ganó 2-1 a River Plate y obtuvo el título de campeón de la Copa Libertadores Sub-20 de 2020. |                          |         |                    |                                    |                                |

## Torneos nacionales masculinos

### Supercopa de Ecuador
| Supercopa de Ecuador Partido único; 11 de febrero de 2020                                                                                   | Delfín                                 | 1 — 1 (4:5 p.)             | Liga de Quito                                   | Estadio Christian Benítez Betancourt, Guayaquil |                                                 |
| 19:30 (UTC-5) | Carlos Garcés 45+2' (pen.)             | Reporte                    | Cristian Martínez 18'                           | Árbitro(s): Guillermo Guerrero VAR: Carlos Orbe | Árbitro(s): Guillermo Guerrero VAR: Carlos Orbe |
| |                                        | Tiros desde el punto penal |                                                 |                                                 |                                                 |
| | Cangá · Calderón · Mera · Garcés · Ale |                            | Rodríguez · Guerra · Ayala · Martínez · Sornoza |                                                 |                                                 |
| Liga de Quito se proclama campeón de la Supercopa de Ecuador. Por primera vez en el fútbol ecuatoriano se usó el VAR en un partido oficial. |                                        |                            |                                                 |                                                 |                                                 |

### Liga Pro Serie A

#### Primera etapa
| Pos. | Equipo                  | Pts. | PJ | G  | E | P | GF | GC | Dif. |  |
| ---- | ----------------------- | ---- | -- | -- | - | - | -- | -- | ---- |  |
| 1    | Liga de Quito           | 35   | 15 | 11 | 2 | 2 | 29 | 13 | +16  |  |
| 2    | Independiente del Valle | 32   | 15 | 9  | 5 | 1 | 36 | 22 | +14  |  |
| 3    | Universidad Católica    | 31   | 15 | 9  | 4 | 2 | 32 | 14 | +18  |  |
| 4    | Barcelona               | 29   | 15 | 8  | 5 | 2 | 23 | 13 | +10  |  |
| 5    | Macará                  | 24   | 15 | 6  | 6 | 3 | 22 | 17 | +5   |  |
| 6    | Aucas                   | 23   | 15 | 7  | 2 | 6 | 26 | 23 | +3   |  |
| 7    | Técnico Universitario   | 22   | 15 | 6  | 4 | 5 | 17 | 16 | +1   |  |
| 8    | Delfín                  | 18   | 15 | 5  | 3 | 7 | 17 | 22 | −5   |  |
| 9    | Guayaquil City          | 18   | 15 | 5  | 3 | 7 | 17 | 23 | −6   |  |
| 10   | Mushuc Runa             | 18   | 15 | 5  | 3 | 7 | 16 | 22 | −6   |  |
| 11   | Olmedo                  | 17   | 15 | 5  | 2 | 8 | 26 | 29 | −3   |  |
| 12   | Emelec                  | 16   | 15 | 4  | 4 | 7 | 20 | 22 | −2   |  |
| 13   | El Nacional             | 14   | 15 | 3  | 5 | 7 | 16 | 24 | −8   |  |
| 14   | Liga de Portoviejo      | 13   | 15 | 3  | 4 | 8 | 19 | 30 | −11  |  |
| 15   | Orense                  | 10   | 15 | 1  | 7 | 7 | 15 | 27 | −12  |  |
| 16   | Deportivo Cuenca        | 8    | 15 | 1  | 5 | 9 | 16 | 30 | −14  |  |

Actualizado a los partidos jugados el 6 de septiembre de 2020.
 Fuente: LigaPro
|  | Clasifica a la final de campeonato y a la Copa Libertadores 2021. |

#### Segunda etapa
| Pos. | Equipo                  | Pts. | PJ | G | E | P | GF | GC | Dif. |  |
| ---- | ----------------------- | ---- | -- | - | - | - | -- | -- | ---- |  |
| 1    | Barcelona               | 29   | 15 | 8 | 5 | 2 | 22 | 7  | +15  |  |
| 2    | Emelec                  | 28   | 15 | 8 | 4 | 3 | 28 | 15 | +13  |  |
| 3    | Guayaquil City          | 26   | 15 | 7 | 5 | 3 | 23 | 17 | +6   |  |
| 4    | Liga de Quito           | 24   | 15 | 7 | 3 | 5 | 31 | 20 | +11  |  |
| 5    | Deportivo Cuenca        | 23   | 15 | 6 | 5 | 4 | 18 | 21 | −3   |  |
| 6    | Independiente del Valle | 22   | 15 | 7 | 1 | 7 | 26 | 21 | +5   |  |
| 7    | Orense                  | 21   | 15 | 5 | 6 | 4 | 12 | 19 | −7   |  |
| 8    | Delfín                  | 20   | 15 | 5 | 5 | 5 | 22 | 19 | +3   |  |
| 9    | Universidad Católica    | 20   | 15 | 5 | 5 | 5 | 16 | 14 | +2   |  |
| 10   | Técnico Universitario   | 20   | 15 | 5 | 5 | 5 | 11 | 11 | 0    |  |
| 11   | Macará                  | 20   | 15 | 6 | 2 | 7 | 15 | 20 | −5   |  |
| 12   | Aucas                   | 19   | 15 | 4 | 7 | 4 | 33 | 32 | +1   |  |
| 13   | Liga de Portoviejo      | 17   | 15 | 5 | 2 | 8 | 20 | 29 | −9   |  |
| 14   | Mushuc Runa             | 13   | 15 | 3 | 4 | 8 | 17 | 23 | −6   |  |
| 15   | Olmedo                  | 13   | 15 | 3 | 4 | 8 | 16 | 27 | −11  |  |
| 16   | El Nacional             | 12   | 15 | 3 | 3 | 9 | 10 | 25 | −15  |  |

Actualizado a los partidos jugados el 16 de diciembre de 2020.
 Fuente: LigaPro
|  | Clasifica a la final de campeonato y a la Copa Libertadores 2021. |

#### Tabla acumulada
| Pos. | Equipo                  | Pts. | PJ | G  | E  | P  | GF | GC | Dif. |  |
| ---- | ----------------------- | ---- | -- | -- | -- | -- | -- | -- | ---- |  |
| 1    | Liga de Quito           | 59   | 30 | 18 | 5  | 7  | 60 | 33 | +27  |  |
| 2    | Barcelona               | 58   | 30 | 16 | 10 | 4  | 45 | 20 | +25  |  |
| 3    | Independiente del Valle | 54   | 30 | 16 | 6  | 8  | 62 | 43 | +19  |  |
| 4    | Universidad Católica    | 51   | 30 | 14 | 9  | 7  | 48 | 28 | +20  |  |
| 5    | Emelec                  | 44   | 30 | 12 | 8  | 10 | 48 | 37 | +11  |  |
| 6    | Guayaquil City          | 44   | 30 | 12 | 8  | 10 | 40 | 40 | 0    |  |
| 7    | Macará                  | 44   | 30 | 12 | 8  | 10 | 37 | 37 | 0    |  |
| 8    | Aucas                   | 42   | 30 | 11 | 9  | 10 | 59 | 55 | +4   |  |
| 9    | Técnico Universitario   | 42   | 30 | 11 | 9  | 10 | 28 | 27 | +1   |  |
| 10   | Delfín                  | 38   | 30 | 10 | 8  | 12 | 39 | 41 | −2   |  |
| 11   | Mushuc Runa             | 31   | 30 | 8  | 7  | 15 | 33 | 45 | −12  |  |
| 12   | Deportivo Cuenca        | 31   | 30 | 7  | 10 | 13 | 34 | 51 | −17  |  |
| 13   | Orense                  | 31   | 30 | 6  | 13 | 11 | 27 | 46 | −19  |  |
| 14   | Olmedo                  | 30   | 30 | 8  | 6  | 16 | 42 | 56 | −14  |  |
| 15   | Liga de Portoviejo      | 30   | 30 | 8  | 6  | 16 | 39 | 59 | −20  |  |
| 16   | El Nacional             | 26   | 30 | 6  | 8  | 16 | 26 | 49 | −23  |  |

Actualizado a los partidos jugados el 16 de diciembre de 2020.
 Fuente: LigaPro
|  | Clasificados a la fase de grupos de Copa Libertadores 2021.             |
|  | Clasificado a la segunda fase clasificatoria de Copa Libertadores 2021. |
|  | Clasificado a la primera fase clasificatoria de Copa Libertadores 2021. |
|  | Clasificado a la primera fase de Copa Sudamericana 2021.                |
|  | Descendidos a la Serie B 2021.                                          |

#### Final
| Equipo                       | Método de clasificación     |
| ---------------------------- | --------------------------- |
| Liga Deportiva Universitaria | Ganador de la Primera etapa |
| Barcelona Sporting Club      | Ganador de la Segunda etapa |

- Los horarios corresponden a la hora de Ecuador (UTC-5).[13]

##### Ida
| LigaPro 2020 Final Partido de ida; 23 de diciembre de 2020 | Barcelona | 1 — 1   | Liga de Quito | E. Monumental, Guayaquil                                |                                                         |
| 20:15 (UTC-05:00)                                          | - 44 Álvez 50' - 31 Velasco 61' → 9 Colmán 61' - 19 Molina 61' → 18 Oyola 61' - 2 Pineida 67' - 20 Piñatares 73' - 8 L. Martínez 84' → 77 Preciado 84' - 18 Oyola 89' - 44 Álvez 90' → 21 Angulo 90' · | Reporte | - 26 Julio 45+4' - 8 Alcívar 52' - 10 Sornoza 55' - 5 Villarruel 82' → 18 Piovi 82' - 14 Quinteros 90' → 11 Arce 90' - 10 Sornoza 90+5' → 15 Guerra 90+5' - 19 Martínez Borja 90+6' | Asistencia: Sin espectadores Árbitro(s): Augusto Aragón | Asistencia: Sin espectadores Árbitro(s): Augusto Aragón |

##### Vuelta
| LigaPro 2020 Final Partido de vuelta; 29 de diciembre de 2020 | Liga de Quito | 0-0                                       | Barcelona | E. Casa Blanca, Quito          |                                |
| 20:15 (UTC-05:00)                                             | 1             | [campeón Barcelona Penales {1-3} Reporte] | 1         | Árbitro(s): Guillermo Guerrero | Árbitro(s): Guillermo Guerrero |

### LigaPro Serie B
La LigaPro Serie B 2020 tendrá la participación de 10 equipos que disputarán dos etapas con sistema de todos contra todos; al finalizar el año los dos primeros clasificados de la tabla general acumulada (suma de ambas etapas) obtendrán dos cupos directos a la LigaPro Serie A 2021, La Serie B iniciará el 29 de febrero de 2020.

#### Clasificación
| Pos. | Equipo                 | Pts. | PJ | G | E | P | GF | GC | Dif. |  |
| ---- | ---------------------- | ---- | -- | - | - | - | -- | -- | ---- |  |
| 1    | 9 de Octubre (C)       | 33   | 18 | 9 | 6 | 3 | 27 | 16 | +11  |  |
| 2    | Manta                  | 32   | 18 | 9 | 5 | 4 | 26 | 18 | +8   |  |
| 3    | América de Quito       | 28   | 18 | 8 | 4 | 6 | 20 | 14 | +6   |  |
| 4    | Atlético Porteño       | 26   | 18 | 7 | 5 | 6 | 15 | 15 | 0    |  |
| 5    | Chacaritas             | 23   | 18 | 5 | 8 | 5 | 23 | 26 | −3   |  |
| 6    | Gualaceo               | 22   | 18 | 6 | 4 | 8 | 21 | 21 | 0    |  |
| 7    | Independiente Juniors  | 20   | 18 | 4 | 8 | 6 | 19 | 24 | −5   |  |
| 8    | Atlético Santo Domingo | 20   | 18 | 4 | 8 | 6 | 12 | 19 | −7   |  |
| 9    | Fuerza Amarilla        | 18   | 18 | 3 | 9 | 6 | 14 | 19 | −5   |  |
| 10   | Santa Rita             | 16   | 18 | 3 | 7 | 8 | 19 | 24 | −5   |  |

Actualizado a los partidos jugados el 10 de noviembre de 2020.
 Fuente: LigaPro
|  | Ascendidos a la Serie A 2021.            |
|  | Descendidos a la Segunda Categoría 2021. |

#### Campeón
|                                                            |
| 9 de Octubre Fútbol Club 1.er título Asciende a la Serie A |
| También asciende Manta Fútbol Club como vicecampeón.       |

### Segunda Categoría
El cuadro final lo disputarán los 32 equipos clasificados a la fase zonal, se emparejarán desde la ronda de dieciseisavos de final. La conformación de las llaves se realizó por parte del Departamento de Competiciones de la FEF y ratificado por el Cómite Ejecutivo el 19 de octubre de 2020.

#### Cuadro final
|  | Dieciseisavos de final          | Dieciseisavos de final          | Dieciseisavos de final          | Dieciseisavos de final          | Dieciseisavos de final          |   |               | Octavos de final     | Octavos de final     | Octavos de final     | Octavos de final     | Octavos de final     |  |          | Cuartos de final      | Cuartos de final      | Cuartos de final      | Cuartos de final      | Cuartos de final      |  |                 | Semifinales         | Semifinales         | Semifinales         | Semifinales         | Semifinales         |  |         | Final           | Final           | Final           |  |
|  | 24 de octubre al 1 de noviembre | 24 de octubre al 1 de noviembre | 24 de octubre al 1 de noviembre | 24 de octubre al 1 de noviembre | 24 de octubre al 1 de noviembre |   |               | 7 al 15 de noviembre | 7 al 15 de noviembre | 7 al 15 de noviembre | 7 al 15 de noviembre | 7 al 15 de noviembre |  |          | 21 al 29 de noviembre | 21 al 29 de noviembre | 21 al 29 de noviembre | 21 al 29 de noviembre | 21 al 29 de noviembre |  |                 | 5 y 12 de diciembre | 5 y 12 de diciembre | 5 y 12 de diciembre | 5 y 12 de diciembre | 5 y 12 de diciembre |  |         | 19 de diciembre | 19 de diciembre | 19 de diciembre |  |
|  |                                 |                                 |                                 |                                 |                                 |   |               |                      |                      |                      |                      |                      |  |          |                       |                       |                       |                       |                       |  |                 |                     |                     |                     |                     |                     |  |         |                 |                 |                 |  |
|  |                                 |                                 |                                 |                                 |                                 |   |               |                      |                      |                      |                      |                      |  |          |                       |                       |                       |                       |                       |  |                 |                     |                     |                     |                     |                     |  |         |                 |                 |                 |  |
|  | Cumbayá                         | Cumbayá                         | 1                               | 4                               | 5                               |   |               |                      |                      |                      |                      |                      |  |          |                       |                       |                       |                       |                       |  |                 |                     |                     |                     |                     |                     |  |         |                 |                 |                 |  |
|  | Cumbayá                         | Cumbayá                         | 1                               | 4                               | 5                               |   |               |                      |                      |                      |                      |                      |  |          |                       |                       |                       |                       |                       |  |                 |                     |                     |                     |                     |                     |  |         |                 |                 |                 |  |
|  | Ciudad de Pedernales            | Ciudad de Pedernales            | 1                               | 0                               | 1                               |   |               |                      |                      |                      |                      |                      |  |          |                       |                       |                       |                       |                       |  |                 |                     |                     |                     |                     |                     |  |         |                 |                 |                 |  |
|  | Ciudad de Pedernales            | Ciudad de Pedernales            | 1                               | 0                               | 1                               |   | Cumbayá (p.)  | Cumbayá (p.)         | 1                    | 0                    | 1 (13)               |                      |  |          |                       |                       |                       |                       |                       |  |                 |                     |                     |                     |                     |                     |  |         |                 |                 |                 |  |
|  |                                 |                                 |                                 |                                 |                                 |   | Cumbayá (p.)  | Cumbayá (p.)         | 1                    | 0                    | 1 (13)               |                      |  |          |                       |                       |                       |                       |                       |  |                 |                     |                     |                     |                     |                     |  |         |                 |                 |                 |  |
|  |                                 |                                 | Imbabura                        | Imbabura                        | 0                               | 1 | 1 (12)        |                      |                      |                      |                      |                      |  |          |                       |                       |                       |                       |                       |  |                 |                     |                     |                     |                     |                     |  |         |                 |                 |                 |  |
|  | Imbabura                        | Imbabura                        | Imbabura                        | Imbabura                        | 0                               | 1 | 1 (12)        | 0                    | 3                    | 3                    |                      |                      |  |          |                       |                       |                       |                       |                       |  |                 |                     |                     |                     |                     |                     |  |         |                 |                 |                 |  |
|  | Imbabura                        | Imbabura                        |                                 |                                 |                                 |   |               |                      |                      | 3                    |                      |                      |  |          |                       |                       |                       |                       |                       |  |                 |                     |                     |                     |                     |                     |  |         |                 |                 |                 |  |
|  | Venecia                         | Venecia                         | 1                               | 1                               | 2                               |   |               |                      |                      |                      |                      |                      |  |          |                       |                       |                       |                       |                       |  |                 |                     |                     |                     |                     |                     |  |         |                 |                 |                 |  |
|  | Venecia                         | Venecia                         | 1                               | 1                               | 2                               |   |               |                      |                      |                      |                      |                      |  | Cumbayá  | Cumbayá               | 2                     | 1                     | 3                     |                       |  |                 |                     |                     |                     |                     |                     |  |         |                 |                 |                 |  |
|  |                                 |                                 |                                 |                                 |                                 |   |               |                      |                      |                      |                      |                      |  | Cumbayá  | Cumbayá               | 2                     | 1                     | 3                     |                       |  |                 |                     |                     |                     |                     |                     |  |         |                 |                 |                 |  |
|  |                                 |                                 | La Unión                        | La Unión                        | 1                               | 1 | 2             |                      |                      |                      |                      |                      |  |          |                       |                       |                       |                       |                       |  |                 |                     |                     |                     |                     |                     |  |         |                 |                 |                 |  |
|  | Libertad                        | Libertad                        | La Unión                        | La Unión                        | 1                               | 1 | 2             | 0                    | 1                    | 1                    |                      |                      |  |          |                       |                       |                       |                       |                       |  |                 |                     |                     |                     |                     |                     |  |         |                 |                 |                 |  |
|  | Libertad                        | Libertad                        |                                 |                                 |                                 |   |               |                      |                      | 1                    |                      |                      |  |          |                       |                       |                       |                       |                       |  |                 |                     |                     |                     |                     |                     |  |         |                 |                 |                 |  |
|  | Vargas Torres (v.)              | Vargas Torres (v.)              | 0                               | 1                               | 1                               |   |               |                      |                      |                      |                      |                      |  |          |                       |                       |                       |                       |                       |  |                 |                     |                     |                     |                     |                     |  |         |                 |                 |                 |  |
|  | Vargas Torres (v.)              | Vargas Torres (v.)              | 0                               | 1                               | 1                               |   | Vargas Torres | Vargas Torres        | 1                    | 0                    | 1                    |                      |  |          |                       |                       |                       |                       |                       |  |                 |                     |                     |                     |                     |                     |  |         |                 |                 |                 |  |
|  |                                 |                                 |                                 |                                 |                                 |   | Vargas Torres | Vargas Torres        | 1                    | 0                    | 1                    |                      |  |          |                       |                       |                       |                       |                       |  |                 |                     |                     |                     |                     |                     |  |         |                 |                 |                 |  |
|  |                                 |                                 | La Unión                        | La Unión                        | 2                               | 0 | 2             |                      |                      |                      |                      |                      |  |          |                       |                       |                       |                       |                       |  |                 |                     |                     |                     |                     |                     |  |         |                 |                 |                 |  |
|  | Everest                         | Everest                         | La Unión                        | La Unión                        | 2                               | 0 | 2             | 0                    | 1                    | 1                    |                      |                      |  |          |                       |                       |                       |                       |                       |  |                 |                     |                     |                     |                     |                     |  |         |                 |                 |                 |  |
|  | Everest                         | Everest                         |                                 |                                 |                                 |   |               |                      |                      | 1                    |                      |                      |  |          |                       |                       |                       |                       |                       |  |                 |                     |                     |                     |                     |                     |  |         |                 |                 |                 |  |
|  | La Unión                        | La Unión                        | 2                               | 0                               | 2                               |   |               |                      |                      |                      |                      |                      |  |          |                       |                       |                       |                       |                       |  |                 |                     |                     |                     |                     |                     |  |         |                 |                 |                 |  |
|  | La Unión                        | La Unión                        | 2                               | 0                               | 2                               |   |               |                      |                      |                      |                      |                      |  |          |                       |                       |                       |                       |                       |  | Cumbayá (v.)    | Cumbayá (v.)        | 1                   | 0                   | 1                   |                     |  |         |                 |                 |                 |  |
|  |                                 |                                 |                                 |                                 |                                 |   |               |                      |                      |                      |                      |                      |  |          |                       |                       |                       |                       |                       |  | Cumbayá (v.)    | Cumbayá (v.)        | 1                   | 0                   | 1                   |                     |  |         |                 |                 |                 |  |
|  |                                 |                                 | Alianza                         | Alianza                         | 1                               | 0 | 1             |                      |                      |                      |                      |                      |  |          |                       |                       |                       |                       |                       |  |                 |                     |                     |                     |                     |                     |  |         |                 |                 |                 |  |
|  | Alianza                         | Alianza                         | Alianza                         | Alianza                         | 1                               | 0 | 1             | 1                    | 1                    | 2                    |                      |                      |  |          |                       |                       |                       |                       |                       |  |                 |                     |                     |                     |                     |                     |  |         |                 |                 |                 |  |
|  | Alianza                         | Alianza                         |                                 |                                 |                                 |   |               |                      |                      | 2                    |                      |                      |  |          |                       |                       |                       |                       |                       |  |                 |                     |                     |                     |                     |                     |  |         |                 |                 |                 |  |
|  | Bonita Banana                   | Bonita Banana                   | 0                               | 0                               | 0                               |   |               |                      |                      |                      |                      |                      |  |          |                       |                       |                       |                       |                       |  |                 |                     |                     |                     |                     |                     |  |         |                 |                 |                 |  |
|  | Bonita Banana                   | Bonita Banana                   | 0                               | 0                               | 0                               |   | Alianza       | Alianza              | 1                    | 3                    | 4                    |                      |  |          |                       |                       |                       |                       |                       |  |                 |                     |                     |                     |                     |                     |  |         |                 |                 |                 |  |
|  |                                 |                                 |                                 |                                 |                                 |   | Alianza       | Alianza              | 1                    | 3                    | 4                    |                      |  |          |                       |                       |                       |                       |                       |  |                 |                     |                     |                     |                     |                     |  |         |                 |                 |                 |  |
|  |                                 |                                 | Águilas                         | Águilas                         | 2                               | 0 | 2             |                      |                      |                      |                      |                      |  |          |                       |                       |                       |                       |                       |  |                 |                     |                     |                     |                     |                     |  |         |                 |                 |                 |  |
|  | Águilas                         | Águilas                         | Águilas                         | Águilas                         | 2                               | 0 | 2             | 2                    | 5                    | 7                    |                      |                      |  |          |                       |                       |                       |                       |                       |  |                 |                     |                     |                     |                     |                     |  |         |                 |                 |                 |  |
|  | Águilas                         | Águilas                         |                                 |                                 |                                 |   |               |                      |                      | 7                    |                      |                      |  |          |                       |                       |                       |                       |                       |  |                 |                     |                     |                     |                     |                     |  |         |                 |                 |                 |  |
|  | LDJ (Macas)                     | LDJ (Macas)                     | 1                               | 1                               | 2                               |   |               |                      |                      |                      |                      |                      |  |          |                       |                       |                       |                       |                       |  |                 |                     |                     |                     |                     |                     |  |         |                 |                 |                 |  |
|  | LDJ (Macas)                     | LDJ (Macas)                     | 1                               | 1                               | 2                               |   |               |                      |                      |                      |                      |                      |  | Alianza  | Alianza               | 2                     | 1                     | 3                     |                       |  |                 |                     |                     |                     |                     |                     |  |         |                 |                 |                 |  |
|  |                                 |                                 |                                 |                                 |                                 |   |               |                      |                      |                      |                      |                      |  | Alianza  | Alianza               | 2                     | 1                     | 3                     |                       |  |                 |                     |                     |                     |                     |                     |  |         |                 |                 |                 |  |
|  |                                 |                                 | Universitario                   | Universitario                   | 1                               | 1 | 2             |                      |                      |                      |                      |                      |  |          |                       |                       |                       |                       |                       |  |                 |                     |                     |                     |                     |                     |  |         |                 |                 |                 |  |
|  | Universitario                   | Universitario                   | Universitario                   | Universitario                   | 1                               | 1 | 2             | 0                    | 4                    | 4                    |                      |                      |  |          |                       |                       |                       |                       |                       |  |                 |                     |                     |                     |                     |                     |  |         |                 |                 |                 |  |
|  | Universitario                   | Universitario                   |                                 |                                 |                                 |   |               |                      |                      | 4                    |                      |                      |  |          |                       |                       |                       |                       |                       |  |                 |                     |                     |                     |                     |                     |  |         |                 |                 |                 |  |
|  | Cañar                           | Cañar                           | 0                               | 0                               | 0                               |   |               |                      |                      |                      |                      |                      |  |          |                       |                       |                       |                       |                       |  |                 |                     |                     |                     |                     |                     |  |         |                 |                 |                 |  |
|  | Cañar                           | Cañar                           | 0                               | 0                               | 0                               |   | Universitario | Universitario        | 0                    | 2                    | 2                    |                      |  |          |                       |                       |                       |                       |                       |  |                 |                     |                     |                     |                     |                     |  |         |                 |                 |                 |  |
|  |                                 |                                 |                                 |                                 |                                 |   | Universitario | Universitario        | 0                    | 2                    | 2                    |                      |  |          |                       |                       |                       |                       |                       |  |                 |                     |                     |                     |                     |                     |  |         |                 |                 |                 |  |
|  |                                 |                                 | Baldor Bermeo Cabrera           | Baldor Bermeo Cabrera           | 1                               | 0 | 1             |                      |                      |                      |                      |                      |  |          |                       |                       |                       |                       |                       |  |                 |                     |                     |                     |                     |                     |  |         |                 |                 |                 |  |
|  | Unibolívar                      | Unibolívar                      | Baldor Bermeo Cabrera           | Baldor Bermeo Cabrera           | 1                               | 0 | 1             | 0                    | 2                    | 2                    |                      |                      |  |          |                       |                       |                       |                       |                       |  |                 |                     |                     |                     |                     |                     |  |         |                 |                 |                 |  |
|  | Unibolívar                      | Unibolívar                      |                                 |                                 |                                 |   |               |                      |                      | 2                    |                      |                      |  |          |                       |                       |                       |                       |                       |  |                 |                     |                     |                     |                     |                     |  |         |                 |                 |                 |  |
|  | Baldor Bermeo Cabrera           | Baldor Bermeo Cabrera           | 2                               | 1                               | 3                               |   |               |                      |                      |                      |                      |                      |  |          |                       |                       |                       |                       |                       |  |                 |                     |                     |                     |                     |                     |  |         |                 |                 |                 |  |
|  | Baldor Bermeo Cabrera           | Baldor Bermeo Cabrera           | 2                               | 1                               | 3                               |   |               |                      |                      |                      |                      |                      |  |          |                       |                       |                       |                       |                       |  |                 |                     |                     |                     |                     |                     |  | Cumbayá | Cumbayá         | 0               |                 |  |
|  |                                 |                                 |                                 |                                 |                                 |   |               |                      |                      |                      |                      |                      |  |          |                       |                       |                       |                       |                       |  |                 |                     |                     |                     |                     |                     |  | Cumbayá | Cumbayá         | 0               |                 |  |
|  |                                 |                                 | Guayaquil Sport                 | Guayaquil Sport                 | 1                               |   |               |                      |                      |                      |                      |                      |  |          |                       |                       |                       |                       |                       |  |                 |                     |                     |                     |                     |                     |  |         |                 |                 |                 |  |
|  | La Paz                          | La Paz                          | Guayaquil Sport                 | Guayaquil Sport                 | 1                               | 2 | 3             | 5                    |                      |                      |                      |                      |  |          |                       |                       |                       |                       |                       |  |                 |                     |                     |                     |                     |                     |  |         |                 |                 |                 |  |
|  | La Paz                          | La Paz                          |                                 |                                 |                                 |   |               |                      |                      |                      |                      |                      |  |          |                       |                       |                       |                       |                       |  |                 |                     |                     |                     |                     |                     |  |         |                 |                 |                 |  |
|  | Leones del Norte                | Leones del Norte                | 0                               | 1                               | 1                               |   |               |                      |                      |                      |                      |                      |  |          |                       |                       |                       |                       |                       |  |                 |                     |                     |                     |                     |                     |  |         |                 |                 |                 |  |
|  | Leones del Norte                | Leones del Norte                | 0                               | 1                               | 1                               |   | La Paz        | La Paz               | 1                    | 1                    | 2                    |                      |  |          |                       |                       |                       |                       |                       |  |                 |                     |                     |                     |                     |                     |  |         |                 |                 |                 |  |
|  |                                 |                                 |                                 |                                 |                                 |   | La Paz        | La Paz               | 1                    | 1                    | 2                    |                      |  |          |                       |                       |                       |                       |                       |  |                 |                     |                     |                     |                     |                     |  |         |                 |                 |                 |  |
|  |                                 |                                 | Atlético Saquisilí              | Atlético Saquisilí              | 1                               | 0 | 1             |                      |                      |                      |                      |                      |  |          |                       |                       |                       |                       |                       |  |                 |                     |                     |                     |                     |                     |  |         |                 |                 |                 |  |
|  | Atlético Saquisilí              | Atlético Saquisilí              | Atlético Saquisilí              | Atlético Saquisilí              | 1                               | 0 | 1             | 2                    | 3                    | 5                    |                      |                      |  |          |                       |                       |                       |                       |                       |  |                 |                     |                     |                     |                     |                     |  |         |                 |                 |                 |  |
|  | Atlético Saquisilí              | Atlético Saquisilí              |                                 |                                 |                                 |   |               |                      |                      | 5                    |                      |                      |  |          |                       |                       |                       |                       |                       |  |                 |                     |                     |                     |                     |                     |  |         |                 |                 |                 |  |
|  | Santa Elena                     | Santa Elena                     | 1                               | 0                               | 1                               |   |               |                      |                      |                      |                      |                      |  |          |                       |                       |                       |                       |                       |  |                 |                     |                     |                     |                     |                     |  |         |                 |                 |                 |  |
|  | Santa Elena                     | Santa Elena                     | 1                               | 0                               | 1                               |   |               |                      |                      |                      |                      |                      |  | La Paz   | La Paz                | 0                     | 1                     | 1                     |                       |  |                 |                     |                     |                     |                     |                     |  |         |                 |                 |                 |  |
|  |                                 |                                 |                                 |                                 |                                 |   |               |                      |                      |                      |                      |                      |  | La Paz   | La Paz                | 0                     | 1                     | 1                     |                       |  |                 |                     |                     |                     |                     |                     |  |         |                 |                 |                 |  |
|  |                                 |                                 | Guayaquil Sport                 | Guayaquil Sport                 | 2                               | 0 | 2             |                      |                      |                      |                      |                      |  |          |                       |                       |                       |                       |                       |  |                 |                     |                     |                     |                     |                     |  |         |                 |                 |                 |  |
|  | Azogues                         | Azogues                         | Guayaquil Sport                 | Guayaquil Sport                 | 2                               | 0 | 2             | 2                    | 0                    | 2                    |                      |                      |  |          |                       |                       |                       |                       |                       |  |                 |                     |                     |                     |                     |                     |  |         |                 |                 |                 |  |
|  | Azogues                         | Azogues                         |                                 |                                 |                                 |   |               |                      |                      | 2                    |                      |                      |  |          |                       |                       |                       |                       |                       |  |                 |                     |                     |                     |                     |                     |  |         |                 |                 |                 |  |
|  | 3 de Julio                      | 3 de Julio                      | 3                               | 1                               | 4                               |   |               |                      |                      |                      |                      |                      |  |          |                       |                       |                       |                       |                       |  |                 |                     |                     |                     |                     |                     |  |         |                 |                 |                 |  |
|  | 3 de Julio                      | 3 de Julio                      | 3                               | 1                               | 4                               |   | 3 de Julio    | 3 de Julio           | 0                    | 2                    | 2                    |                      |  |          |                       |                       |                       |                       |                       |  |                 |                     |                     |                     |                     |                     |  |         |                 |                 |                 |  |
|  |                                 |                                 |                                 |                                 |                                 |   | 3 de Julio    | 3 de Julio           | 0                    | 2                    | 2                    |                      |  |          |                       |                       |                       |                       |                       |  |                 |                     |                     |                     |                     |                     |  |         |                 |                 |                 |  |
|  |                                 |                                 | Guayaquil Sport                 | Guayaquil Sport                 | 2                               | 2 | 4             |                      |                      |                      |                      |                      |  |          |                       |                       |                       |                       |                       |  |                 |                     |                     |                     |                     |                     |  |         |                 |                 |                 |  |
|  | Guayaquil Sport                 | Guayaquil Sport                 | Guayaquil Sport                 | Guayaquil Sport                 | 2                               | 2 | 4             | 1                    | 3                    | 4                    |                      |                      |  |          |                       |                       |                       |                       |                       |  |                 |                     |                     |                     |                     |                     |  |         |                 |                 |                 |  |
|  | Guayaquil Sport                 | Guayaquil Sport                 |                                 |                                 |                                 |   |               |                      |                      | 4                    |                      |                      |  |          |                       |                       |                       |                       |                       |  |                 |                     |                     |                     |                     |                     |  |         |                 |                 |                 |  |
|  | Gloria                          | Gloria                          | 1                               | 0                               | 1                               |   |               |                      |                      |                      |                      |                      |  |          |                       |                       |                       |                       |                       |  |                 |                     |                     |                     |                     |                     |  |         |                 |                 |                 |  |
|  | Gloria                          | Gloria                          | 1                               | 0                               | 1                               |   |               |                      |                      |                      |                      |                      |  |          |                       |                       |                       |                       |                       |  | Guayaquil Sport | Guayaquil Sport     | 0                   | 2                   | 2                   |                     |  |         |                 |                 |                 |  |
|  |                                 |                                 |                                 |                                 |                                 |   |               |                      |                      |                      |                      |                      |  |          |                       |                       |                       |                       |                       |  | Guayaquil Sport | Guayaquil Sport     | 0                   | 2                   | 2                   |                     |  |         |                 |                 |                 |  |
|  |                                 |                                 | Aampetra                        | Aampetra                        | 1                               | 0 | 1             |                      |                      |                      |                      |                      |  |          |                       |                       |                       |                       |                       |  |                 |                     |                     |                     |                     |                     |  |         |                 |                 |                 |  |
|  | Atacames                        | Atacames                        | Aampetra                        | Aampetra                        | 1                               | 0 | 1             | 0                    | 2                    | 2                    |                      |                      |  |          |                       |                       |                       |                       |                       |  |                 |                     |                     |                     |                     |                     |  |         |                 |                 |                 |  |
|  | Atacames                        | Atacames                        |                                 |                                 |                                 |   |               |                      |                      | 2                    |                      |                      |  |          |                       |                       |                       |                       |                       |  |                 |                     |                     |                     |                     |                     |  |         |                 |                 |                 |  |
|  | Dunamis                         | Dunamis                         | 0                               | 0                               | 0                               |   |               |                      |                      |                      |                      |                      |  |          |                       |                       |                       |                       |                       |  |                 |                     |                     |                     |                     |                     |  |         |                 |                 |                 |  |
|  | Dunamis                         | Dunamis                         | 0                               | 0                               | 0                               |   | Atacames      | Atacames             | 1                    | 3                    | 4                    |                      |  |          |                       |                       |                       |                       |                       |  |                 |                     |                     |                     |                     |                     |  |         |                 |                 |                 |  |
|  |                                 |                                 |                                 |                                 |                                 |   | Atacames      | Atacames             | 1                    | 3                    | 4                    |                      |  |          |                       |                       |                       |                       |                       |  |                 |                     |                     |                     |                     |                     |  |         |                 |                 |                 |  |
|  |                                 |                                 | Deportivo Coca                  | Deportivo Coca                  | 0                               | 0 | 0             |                      |                      |                      |                      |                      |  |          |                       |                       |                       |                       |                       |  |                 |                     |                     |                     |                     |                     |  |         |                 |                 |                 |  |
|  | Caribe Junior                   | Caribe Junior                   | Deportivo Coca                  | Deportivo Coca                  | 0                               | 0 | 0             | 1                    | 1                    | 2                    |                      |                      |  |          |                       |                       |                       |                       |                       |  |                 |                     |                     |                     |                     |                     |  |         |                 |                 |                 |  |
|  | Caribe Junior                   | Caribe Junior                   |                                 |                                 |                                 |   |               |                      |                      | 2                    |                      |                      |  |          |                       |                       |                       |                       |                       |  |                 |                     |                     |                     |                     |                     |  |         |                 |                 |                 |  |
|  | Deportivo Coca                  | Deportivo Coca                  | 3                               | 0                               | 3                               |   |               |                      |                      |                      |                      |                      |  |          |                       |                       |                       |                       |                       |  |                 |                     |                     |                     |                     |                     |  |         |                 |                 |                 |  |
|  | Deportivo Coca                  | Deportivo Coca                  | 3                               | 0                               | 3                               |   |               |                      |                      |                      |                      |                      |  | Atacames | Atacames              | 0                     | 0                     | 0 (2)                 |                       |  |                 |                     |                     |                     |                     |                     |  |         |                 |                 |                 |  |
|  |                                 |                                 |                                 |                                 |                                 |   |               |                      |                      |                      |                      |                      |  | Atacames | Atacames              | 0                     | 0                     | 0 (2)                 |                       |  |                 |                     |                     |                     |                     |                     |  |         |                 |                 |                 |  |
|  |                                 |                                 | Aampetra (p.)                   | Aampetra (p.)                   | 0                               | 0 | 0 (3)         |                      |                      |                      |                      |                      |  |          |                       |                       |                       |                       |                       |  |                 |                     |                     |                     |                     |                     |  |         |                 |                 |                 |  |
|  | Primero de Mayo                 | Primero de Mayo                 | Aampetra (p.)                   | Aampetra (p.)                   | 0                               | 0 | 0 (3)         | 1                    | 0                    | 1                    |                      |                      |  |          |                       |                       |                       |                       |                       |  |                 |                     |                     |                     |                     |                     |  |         |                 |                 |                 |  |
|  | Primero de Mayo                 | Primero de Mayo                 |                                 |                                 |                                 |   |               |                      |                      | 1                    |                      |                      |  |          |                       |                       |                       |                       |                       |  |                 |                     |                     |                     |                     |                     |  |         |                 |                 |                 |  |
|  | Pastaza                         | Pastaza                         | 1                               | 1                               | 2                               |   |               |                      |                      |                      |                      |                      |  |          |                       |                       |                       |                       |                       |  |                 |                     |                     |                     |                     |                     |  |         |                 |                 |                 |  |
|  | Pastaza                         | Pastaza                         | 1                               | 1                               | 2                               |   | Pastaza       | Pastaza              | 0                    | 0                    | 0                    |                      |  |          |                       |                       |                       |                       |                       |  |                 |                     |                     |                     |                     |                     |  |         |                 |                 |                 |  |
|  |                                 |                                 |                                 |                                 |                                 |   | Pastaza       | Pastaza              | 0                    | 0                    | 0                    |                      |  |          |                       |                       |                       |                       |                       |  |                 |                     |                     |                     |                     |                     |  |         |                 |                 |                 |  |
|  |                                 |                                 | Aampetra                        | Aampetra                        | 1                               | 1 | 2             |                      |                      |                      |                      |                      |  |          |                       |                       |                       |                       |                       |  |                 |                     |                     |                     |                     |                     |  |         |                 |                 |                 |  |
|  | Aampetra                        | Aampetra                        | Aampetra                        | Aampetra                        | 1                               | 1 | 2             | 1                    | 2                    | 3                    |                      |                      |  |          |                       |                       |                       |                       |                       |  |                 |                     |                     |                     |                     |                     |  |         |                 |                 |                 |  |
|  | Aampetra                        | Aampetra                        |                                 |                                 |                                 |   |               |                      |                      | 3                    |                      |                      |  |          |                       |                       |                       |                       |                       |  |                 |                     |                     |                     |                     |                     |  |         |                 |                 |                 |  |
|  | Insutec                         | Insutec                         | 1                               | 1                               | 2                               |   |               |                      |                      |                      |                      |                      |  |          |                       |                       |                       |                       |                       |  |                 |                     |                     |                     |                     |                     |  |         |                 |                 |                 |  |
|  | Insutec                         | Insutec                         | 1                               | 1                               | 2                               |   |               |                      |                      |                      |                      |                      |  |          |                       |                       |                       |                       |                       |  |                 |                     |                     |                     |                     |                     |  |         |                 |                 |                 |  |
|  |                                 |                                 |                                 |                                 |                                 |   |               |                      |                      |                      |                      |                      |  |          |                       |                       |                       |                       |                       |  |                 |                     |                     |                     |                     |                     |  |         |                 |                 |                 |  |

- Nota: El equipo ubicado en la primera línea de cada llave es el que ejerce la localía en el partido de vuelta, la final se juega a partido único en cancha neutral.

#### Campeón
|                                                        |
| Guayaquil Sport Club 1.er título Asciende a la Serie B |
| También asciende Cumbayá Fútbol Club como vicecampeón. |

## Torneos nacionales femeninos

### Súperliga Femenina

#### Grupo A: Zona Austro-Chimborazo

##### Clasificación
| Pos. | Equipo                 | Pts. | PJ | G | E | P | GF | GC | Dif. |  |
| ---- | ---------------------- | ---- | -- | - | - | - | -- | -- | ---- |  |
| 1    | Carneras               | 13   | 6  | 4 | 1 | 1 | 11 | 6  | +5   |  |
| 2    | Deportivo Cuenca       | 12   | 6  | 4 | 0 | 2 | 12 | 7  | +5   |  |
| 3    | Liga Deportiva Juvenil | 10   | 6  | 3 | 1 | 2 | 14 | 5  | +9   |  |
| 4    | Olmedo                 | 0    | 6  | 0 | 0 | 6 | 3  | 22 | −19  |  |

Actualizado a los partidos jugados el 31 de octubre de 2020.
 Fuente: FEF
Criterios de clasificación: 1) Puntos; 2) Diferencia de goles; 3) Goles marcados; 4) Goles de visitante; 5) Fair Play; 6) Sorteo Público
|  | Clasificados a los play-offs. |

#### Grupo B: Zona Pichincha Norte-Imbabura

##### Clasificación
| Pos. | Equipo      | Pts. | PJ | G | E | P | GF | GC | Dif. |  |
| ---- | ----------- | ---- | -- | - | - | - | -- | -- | ---- |  |
| 1    | El Nacional | 21   | 8  | 7 | 0 | 1 | 32 | 4  | +28  |  |
| 2    | Ñañas       | 18   | 8  | 6 | 0 | 2 | 21 | 12 | +9   |  |
| 3    | San Miguel  | 10   | 8  | 3 | 1 | 4 | 11 | 13 | −2   |  |
| 4    | Quito       | 8    | 8  | 2 | 2 | 4 | 11 | 15 | −4   |  |
| 5    | Espe        | 1    | 8  | 0 | 1 | 7 | 4  | 27 | −23  |  |

Actualizado a los partidos jugados el 1 de noviembre de 2020.
 Fuente: FEF
Criterios de clasificación: 1) Puntos; 2) Diferencia de goles; 3) Goles marcados; 4) Goles de visitante; 5) Fair Play; 6) Sorteo Público
|  | Clasificados a los play-offs. |

#### Grupo C: Zona Pichincha Sur-Tungurahua

##### Clasificación
| Pos. | Equipo                  | Pts. | PJ | G | E | P | GF | GC | Dif. |  |
| ---- | ----------------------- | ---- | -- | - | - | - | -- | -- | ---- |  |
| 1    | Independiente del Valle | 15   | 6  | 5 | 0 | 1 | 21 | 5  | +16  |  |
| 2    | Liga de Quito           | 15   | 6  | 5 | 0 | 1 | 12 | 4  | +8   |  |
| 3    | Técnico Universitario   | 4    | 6  | 1 | 1 | 4 | 6  | 17 | −11  |  |
| 4    | Macará                  | 1    | 6  | 0 | 1 | 5 | 3  | 16 | −13  |  |

Actualizado a los partidos jugados el 1 de noviembre de 2020.
 Fuente: FEF
Criterios de clasificación: 1) Puntos; 2) Diferencia de goles; 3) Goles marcados; 4) Goles de visitante; 5) Fair Play; 6) Sorteo Público
|  | Clasificados a los play-offs. |

#### Grupo D: Zona Guayas-Los Ríos

##### Clasificación
| Pos. | Equipo           | Pts. | PJ | G | E | P | GF | GC | Dif. |  |
| ---- | ---------------- | ---- | -- | - | - | - | -- | -- | ---- |  |
| 1    | Barcelona        | 15   | 5  | 5 | 0 | 0 | 18 | 2  | +16  |  |
| 2    | Emelec           | 9    | 6  | 3 | 0 | 3 | 11 | 8  | +3   |  |
| 3    | Guayaquil City   | 9    | 6  | 3 | 0 | 3 | 13 | 12 | +1   |  |
| 4    | Siete de Febrero | 0    | 5  | 0 | 0 | 5 | 5  | 23 | −18  |  |

Actualizado a los partidos jugados el 31 de octubre de 2020.
 Fuente: FEF
Criterios de clasificación: 1) Puntos; 2) Diferencia de goles; 3) Goles marcados; 4) Goles de visitante; 5) Fair Play; 6) Sorteo Público
|  | Clasificados a los play-offs. |

#### Segunda etapa
|  | Cuartos de final        | Cuartos de final        | Cuartos de final     | Cuartos de final     | Cuartos de final     |   |             | Semifinales          | Semifinales          | Semifinales          | Semifinales          | Semifinales          |  |             | Final                | Final                | Final                | Final                | Final                |  |
|  | 7 al 15 de noviembre    | 7 al 15 de noviembre    | 7 al 15 de noviembre | 7 al 15 de noviembre | 7 al 15 de noviembre |   |             | 5 al 10 de diciembre | 5 al 10 de diciembre | 5 al 10 de diciembre | 5 al 10 de diciembre | 5 al 10 de diciembre |  |             | 16 y 21 de diciembre | 16 y 21 de diciembre | 16 y 21 de diciembre | 16 y 21 de diciembre | 16 y 21 de diciembre |  |
|  |                         |                         |                      |                      |                      |   |             |                      |                      |                      |                      |                      |  |             |                      |                      |                      |                      |                      |  |
|  |                         |                         |                      |                      |                      |   |             |                      |                      |                      |                      |                      |  |             |                      |                      |                      |                      |                      |  |
|  | El Nacional             | El Nacional             | 4                    | 6                    | 10                   |   |             |                      |                      |                      |                      |                      |  |             |                      |                      |                      |                      |                      |  |
|  | El Nacional             | El Nacional             | 4                    | 6                    | 10                   |   |             |                      |                      |                      |                      |                      |  |             |                      |                      |                      |                      |                      |  |
|  | Deportivo Cuenca        | Deportivo Cuenca        | 1                    | 1                    | 2                    |   |             |                      |                      |                      |                      |                      |  |             |                      |                      |                      |                      |                      |  |
|  | Deportivo Cuenca        | Deportivo Cuenca        | 1                    | 1                    | 2                    |   | El Nacional | El Nacional          | 2                    | 3                    | 5                    |                      |  |             |                      |                      |                      |                      |                      |  |
|  |                         |                         |                      |                      |                      |   | El Nacional | El Nacional          | 2                    | 3                    | 5                    |                      |  |             |                      |                      |                      |                      |                      |  |
|  |                         |                         | Liga de Quito        | Liga de Quito        | 0                    | 1 | 1           |                      |                      |                      |                      |                      |  |             |                      |                      |                      |                      |                      |  |
|  | Carneras                | Carneras                | Liga de Quito        | Liga de Quito        | 0                    | 1 | 1           | 0                    | 3                    | 3                    |                      |                      |  |             |                      |                      |                      |                      |                      |  |
|  | Carneras                | Carneras                |                      |                      |                      |   |             |                      |                      | 3                    |                      |                      |  |             |                      |                      |                      |                      |                      |  |
|  | Liga de Quito           | Liga de Quito           | 4                    | 3                    | 7                    |   |             |                      |                      |                      |                      |                      |  |             |                      |                      |                      |                      |                      |  |
|  | Liga de Quito           | Liga de Quito           | 4                    | 3                    | 7                    |   |             |                      |                      |                      |                      |                      |  | El Nacional | El Nacional          | 2                    | 2                    | 4                    |                      |  |
|  |                         |                         |                      |                      |                      |   |             |                      |                      |                      |                      |                      |  | El Nacional | El Nacional          | 2                    | 2                    | 4                    |                      |  |
|  |                         |                         | Ñañas                | Ñañas                | 0                    | 1 | 1           |                      |                      |                      |                      |                      |  |             |                      |                      |                      |                      |                      |  |
|  | Barcelona               | Barcelona               | Ñañas                | Ñañas                | 0                    | 1 | 1           | 0                    | 2                    | 2                    |                      |                      |  |             |                      |                      |                      |                      |                      |  |
|  | Barcelona               | Barcelona               |                      |                      |                      |   |             |                      |                      | 2                    |                      |                      |  |             |                      |                      |                      |                      |                      |  |
|  | Emelec                  | Emelec                  | 0                    | 1                    | 1                    |   |             |                      |                      |                      |                      |                      |  |             |                      |                      |                      |                      |                      |  |
|  | Emelec                  | Emelec                  | 0                    | 1                    | 1                    |   | Barcelona   | Barcelona            | 2                    | 1                    | 3                    |                      |  |             |                      |                      |                      |                      |                      |  |
|  |                         |                         |                      |                      |                      |   | Barcelona   | Barcelona            | 2                    | 1                    | 3                    |                      |  |             |                      |                      |                      |                      |                      |  |
|  |                         |                         | Ñañas                | Ñañas                | 4                    | 0 | 4           |                      |                      |                      |                      |                      |  |             |                      |                      |                      |                      |                      |  |
|  | Independiente del Valle | Independiente del Valle | Ñañas                | Ñañas                | 4                    | 0 | 4           | 0                    | 3                    | 3                    |                      |                      |  |             |                      |                      |                      |                      |                      |  |
|  | Independiente del Valle | Independiente del Valle |                      |                      |                      |   |             |                      |                      | 3                    |                      |                      |  |             |                      |                      |                      |                      |                      |  |
|  | Ñañas                   | Ñañas                   | 3                    | 1                    | 4                    |   |             |                      |                      |                      |                      |                      |  |             |                      |                      |                      |                      |                      |  |
|  | Ñañas                   | Ñañas                   | 3                    | 1                    | 4                    |   |             |                      |                      |                      |                      |                      |  |             |                      |                      |                      |                      |                      |  |
|  |                         |                         |                      |                      |                      |   |             |                      |                      |                      |                      |                      |  |             |                      |                      |                      |                      |                      |  |

Nota: El equipo ubicado en la primera línea de cada llave es el que ejerce la localía en el partido de vuelta.

##### Campeón
|                                                                        |
| El Nacional 1.er Título Clasifica a la Copa Libertadores Femenina 2020 |